# موزه سال
جایزه موزه سال (به انگلیسی: Museum of the Year) که در گذشته به عنوان جایزه گلبنکیان و جایزه صندوق هنر شناخته می‌شد، جایزه‌ای سالانه است که به موزه یا گالری در بریتانیا برای «رکورد تخیل، نوآوری و برتری» اعطا می‌شود. جایزه ۱۰۰۰۰۰ پوندی بزرگ‌ترین جایزه هنری بریتانیا و بزرگ‌ترین جایزه هنرهای تک‌موزه‌ای در جهان است. این جایزه به یک موزه یا گالری بزرگ یا کوچک در هر نقطه از بریتانیا اهدا می‌شود که ورود آن، به نظر داوران، بهترین رکورد تخیل، نوآوری و برتری را از طریق کارهایی که عمدتاً در طول سال گذشته انجام شده‌است را نشان می‌دهد.